# 朱友倫
朱 友倫（しゅ ゆうりん、? - 903年）は、後梁の太祖朱全忠の甥。朱存の次男。兄は安王朱友寧。

## 概要
『新唐書』によると、幼くして父の朱存が戦死したために、兄の朱友寧と共に叔父の朱全忠に養われたという。902年に朱全忠が本拠地の開封に帰還する時に、朱友倫を鳳翔に残して、朱全忠の形式上の盟友である貴族の崔胤と共に政権を任せた。ところが、903年10月に朱友倫はポロの競技をしている最中に落馬し、頭の打ち所が悪くそれが原因で死亡した。
このことを聞いた朱全忠は朱友倫の急死に激怒して、朱友倫と一緒に競技した十数人の仲間を誅殺した。さらに、朱全忠は朱友倫の非業の死が崔胤による陰謀ではないかと猜疑した。事実、崔胤は朱全忠の有能な部下を優遇する条件で招いており、朱全忠を牽制する動向が見られた。いずれは朱全忠の政敵になる可能性が大であった。
朱全忠は904年正月に軍勢を率いて「甥の仇討ち」と称して朱友倫の従兄の朱友諒と共に鳳翔に攻め寄せて、崔胤の自邸を包囲し、崔胤とその妻・子・孫らを全て皆殺しとした。
叔父が皇帝に即位すると、密王の封号が贈られたという。

## 史料
『舊五代史』

(梁書 巻十二　宗室列伝二）

密王友倫，幼聰悟，喜筆札，曉聲律。及長，好騎射，有經度之智，太祖毎奇之，曰：「吾家千里駒也」。年十九，為宣武軍校。

景福初，充元從騎軍都將，尋表為右武衛將軍，漸委戎事。太祖征兗、鄆，友倫勒所部兵收聚糧穀，以濟軍須。幽、滄軍至内黄，友倫前鋒夜渡河撃賊，奪馬千匹，擒斬甚眾。因引兵往八議關，逢晋軍萬餘騎，友倫乃分布兵士，多設疑軍，因聲鼓誓眾，士伍奮躍，追斬數十里。其後李罕之請以上黨來歸，為晋軍所圍。太祖遣友倫總歩騎數萬，越險救應，遂大破晋軍。唐朝加檢校司空、守藤州刺史。

天復元年，岐、隴用兵，晋人乘虚侵於北鄙。友倫率徒兵三萬，徑往礬山，晋人望塵奔逸。友倫與氏叔琮等躡其轍，追至太原，摩壘挑戰，獲牛馬萬餘。

二年，領所部兵西赴鳳翔，前後累接戰。

三年，昭宗歸長安，制授友倫寧遠軍節度使、檢校司徒，賜號迎鑾毅勇功臣。及太祖東歸，留友倫宿衛京師。歳餘，因會賓撃鞠，墜馬而卒。昭宗輟視朝一日，詔贈太傅，歸葬於碭山縣。

開平初，有司上言曰：「東漢受命，伯升預其始謀；西周尚親，叔虞荷其封邑。故皇兄存，凋零霜露，綿歴歳時，恩莫逮於陟岡，禮方弘於事日。皇姪故邕州節度使友寧、故容州節度使友倫，頃因締搆，倶習韜鈐，並以戰功，歿於王事，永言帶礪，合議封崇」。